# 阿納托利·比比洛夫
阿纳托利·伊里奇·比比洛夫（發音：[ˈbibəltə iˈlʲajə fərt anaˈtolij]；1970年2月6日—）是俄罗斯和南奥塞梯的军官，第4任南奥塞梯总统，其职权被部分國家认可，因為南奥塞梯共和国僅被少數幾個国家承认。

## 经历
比比洛夫出生于苏联格鲁吉亚苏维埃社会主义共和国的南奥塞梯自治州。 八年级后，他在第比利斯的一所寄宿学校接受了密集的军事和体育训练，此后他加入了梁赞高等空降指挥学校。毕业后，比比洛夫被分发到76卫队空中突击师。 他的师被列入南奥塞梯的维和人员联合营。 随后他加入了南奥塞梯军队，指挥特种部队。 在1998年至2008年期间，他重新加入维和部队，这次是在北奥塞梯营。 比比洛夫积极参与2008南奥塞梯战争，组织保卫茨欣瓦利的一个地区反对格鲁吉亚武装部队。
2008年10月，他被任命为南奥塞梯紧急情况部长。比比洛夫是团结党的总统候选人。即2011年南奥塞梯总统选举。他赢了第一轮，但输给了阿拉·焦耶娃。
不久，南奥塞梯议会宣布选举无效。 列昂尼德·季比洛夫在赢得2012年南奥塞梯总统大选后最终当选总统，而比比洛夫没有参加。 2014年6月，他当选为南奥塞梯议会议长。 他目前是统一奥塞梯党的负责人，该党提名他为2017年南奥塞梯总统选举的候选人。 比比洛夫在第一轮选举中获得54.8％的选票，并于2017年4月21日就任南奥塞梯第四任总统。 在他的就职典礼上，来自纳戈尔诺-卡拉巴赫共和国，顿涅茨克和卢甘斯克人民共和国和俄罗斯的代表团出席了会议。
比比洛夫支持南奥塞梯加入俄罗斯联邦。